# Sambucus nigra
Grand Sureau, Sureau noir
Espèce
Statut de conservation UICN

 LC  : Préoccupation mineure
Le Sureau noir  (Sambucus nigra L., 1753), ou grand sureau, est une espèce d'arbrisseaux ou d'arbustes caducifoliés fruitier à croissance rapide. Il est présent en Europe, en Asie de l'Ouest et en Afrique du Nord. Il est utilisé en cuisine pour ses fruits et ses fleurs, toujours consommés cuits. Les fleurs de sureau sont couramment utilisées pour la préparation de la limonade au sureau, du sirop de sureau mais elle se cuisent aussi en beignets.
Les fruits entrent habituellement dans la préparation de gâteaux et sont consommées en jus, en gelée et sous la forme de confiture de sureau.
Les baies crues, qui contiennent un alcaloïde, détruit lors de la cuisson, sont en revanche laxatives et peuvent provoquer des nausées et des vomissements si elles sont consommées en grande quantité.

## Dénominations
Le nom vernaculaire du sureau provient de l'ancien français seu, puis seür par influence de « sur », acide, sur le latin sabucus ou sambucus, désignant en latin le sureau noir d'après Pline l'Ancien,, Sambucus nigra. Ce nom latin provient probablement du grec σαμβύκη / sambúkē, « sambuque, sorte de harpe triangulaire », les tiges creuses du sureau permettant de faire de la musique,.
Le Pseudo-Dioscoride donne le nom gaulois du sureau : « Sambuci, […], galli scobiem ».

## Description
Cet arbuste aux branches souvent courbées, ordinairement haut de 4 à 5 mètres, peut atteindre 8 mètres. Sa croissance est rapide, surtout dans les sols fertiles et frais. Il rejette de souche. C'est une essence de lumière ou de demi-ombre, rustique, appréciant les sols basiques à neutres[réf. nécessaire].
Son bois, assez lourd et dense (0,59-0,69) est très homogène, protégé par une écorce vert-gris et fissurée.
Les feuilles caduques, opposées et imparipennées sont composées de 5 à 7 folioles, à l'extrémité pointue et au bord denté, un peu plus velues sur les nervures. Les feuilles ont une odeur déplaisante lorsqu'on les froisse.
Les fleurs hermaphrodites, parfumées, à 5 étamines et 5 pétales blanc crème apparaissent après les feuilles, en début d'été ; elles sont disposées en corymbes plans, larges de 100 à 240 mm de diamètre.
Les fruits sont de petites baies noires violacées à chair molle de 6-8 mm disposés en grappes, comportant trois graines.
Le sureau noir se multiplie facilement par semis (avec une stratification des graines) et par bouturage (à l'automne en utilisant une tige de 20 cm de l'année ayant commencé à se transformer en bois et comprenant une partie de la branche de l'année précédente).

Floraison et fructification du Sureau noir
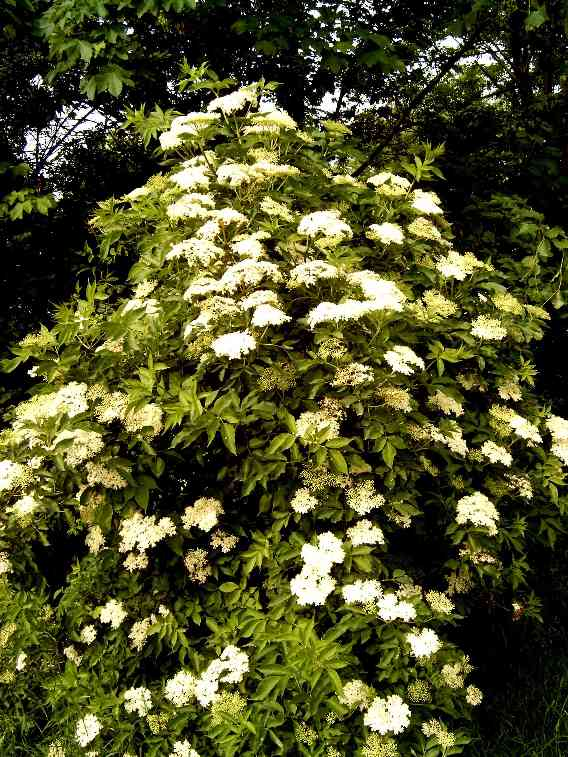
Aspect général en cours de floraison.
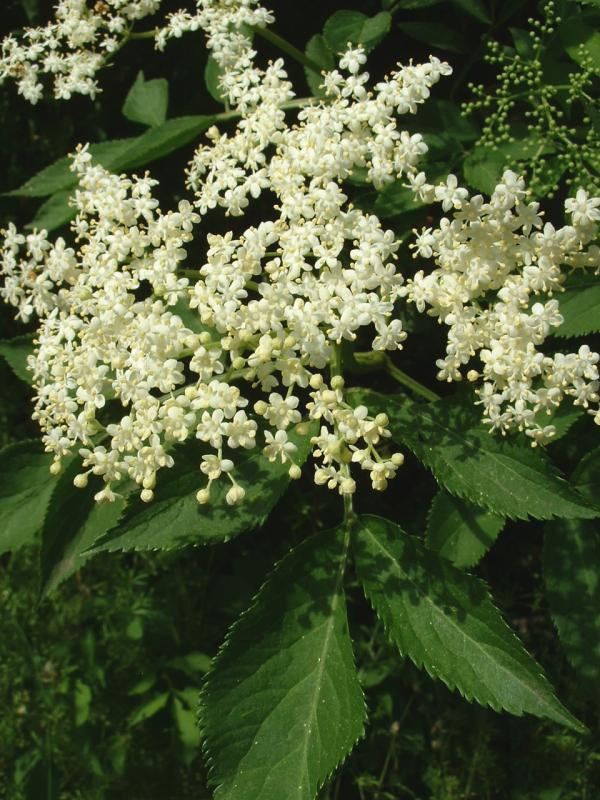
Inflorescence.
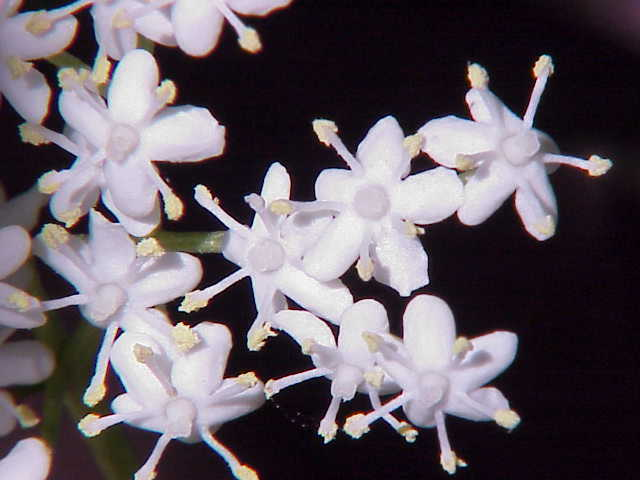
Fleurs.
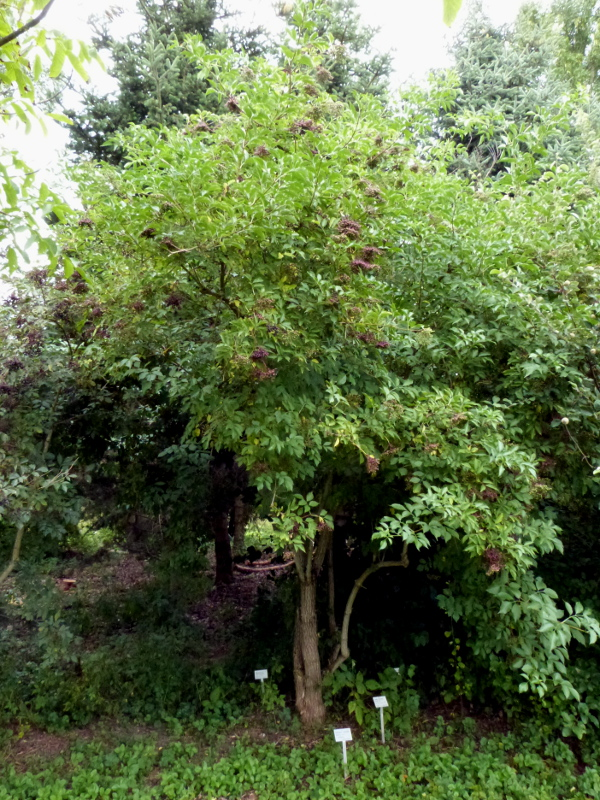
Aspect général en cours de fructification.
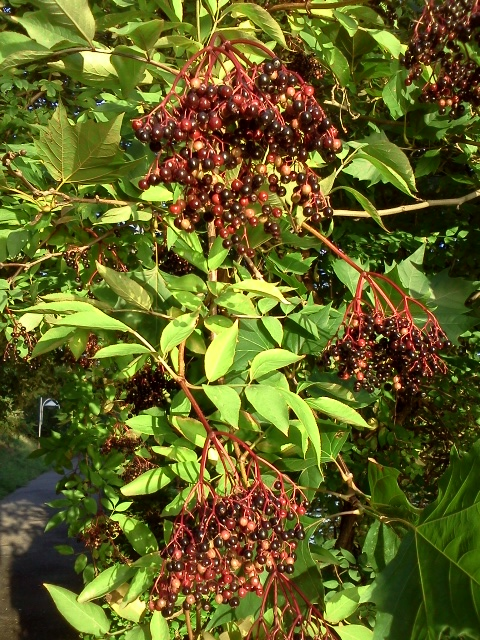
Fructification.
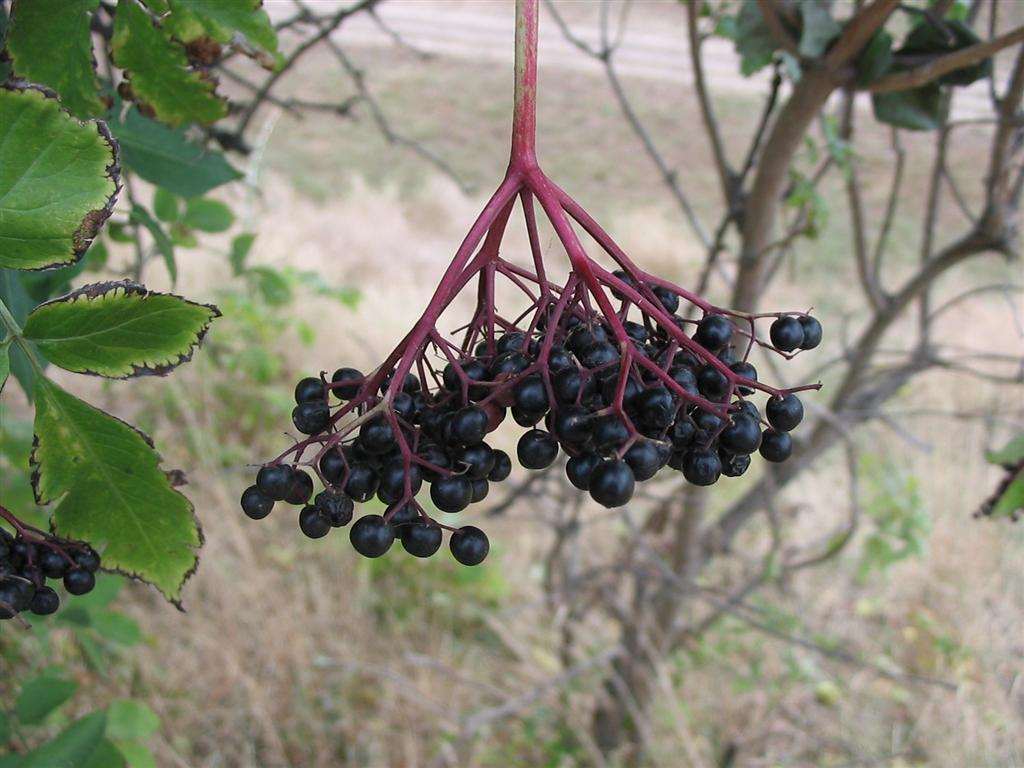
Baies de sureau noir.

Ramification du Sureau noir
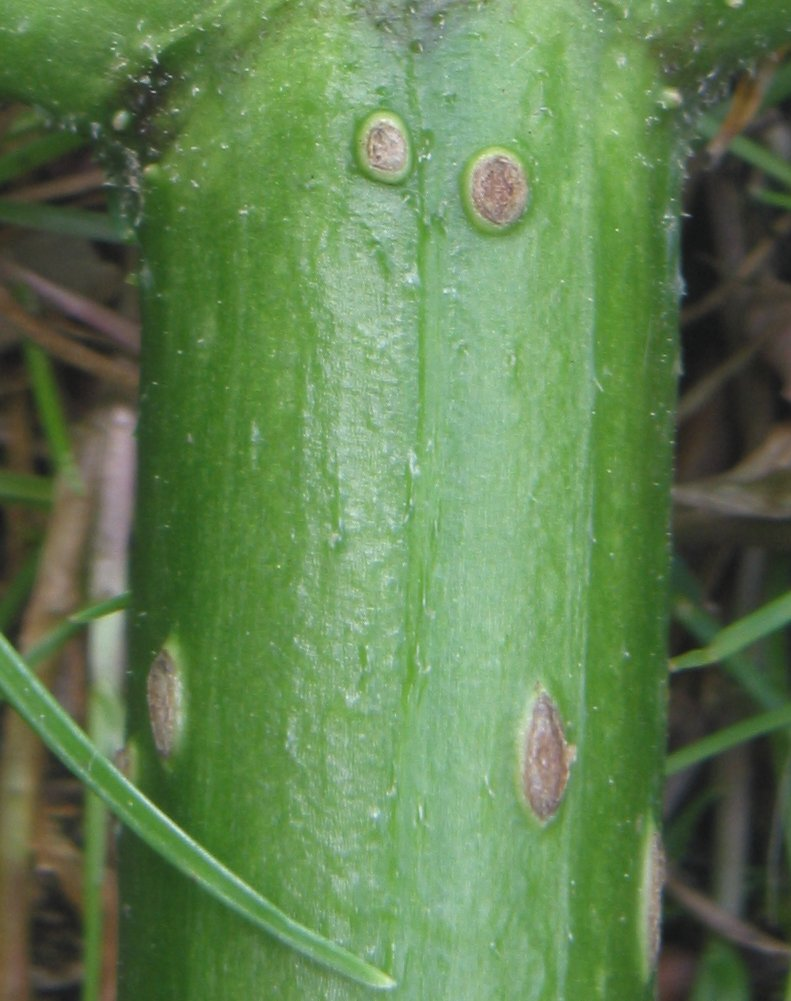
Détail d'une jeune tige.
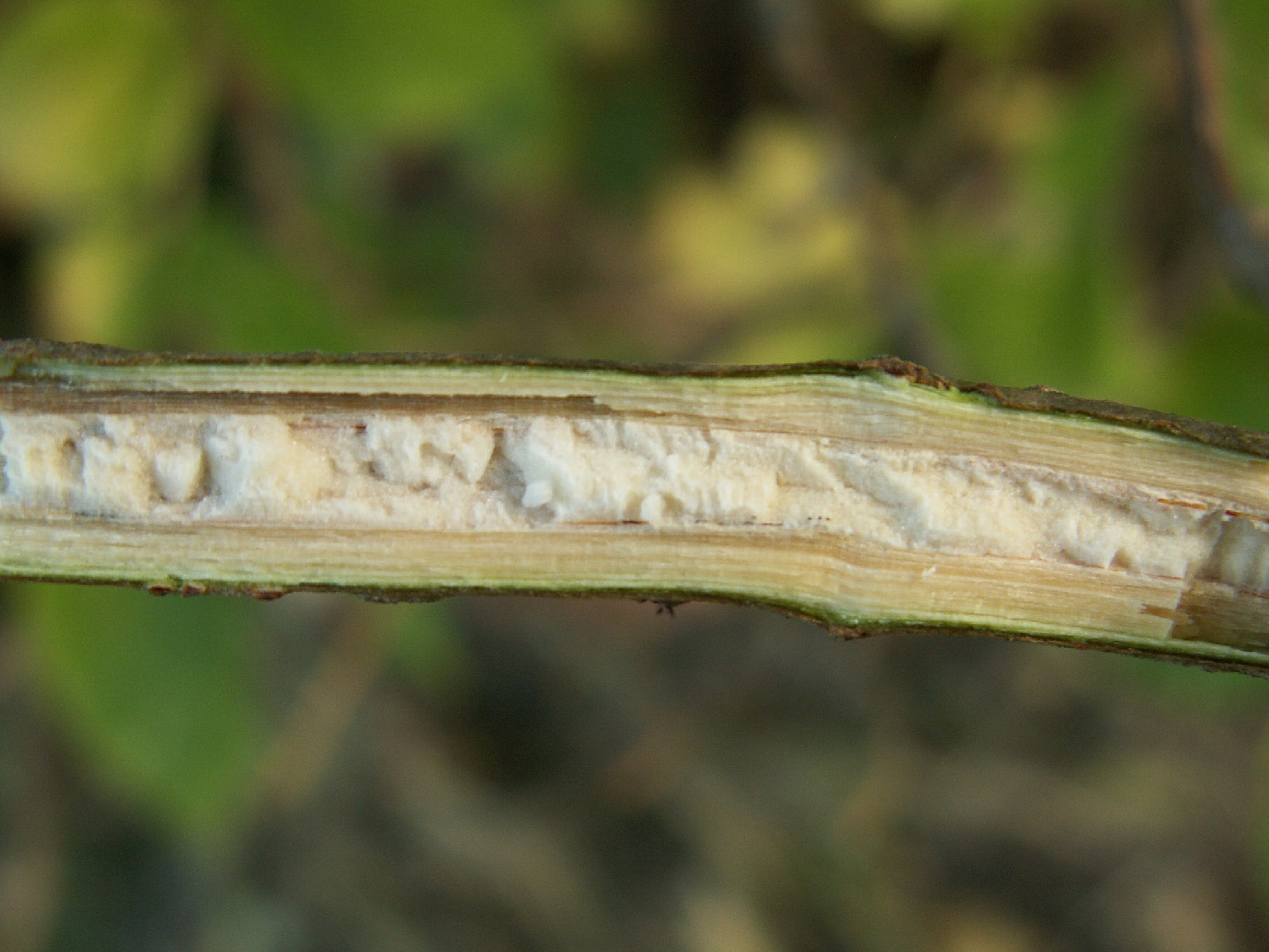
Coupe longitudinale d'un jeune rameau montrant la moelle de sureau.
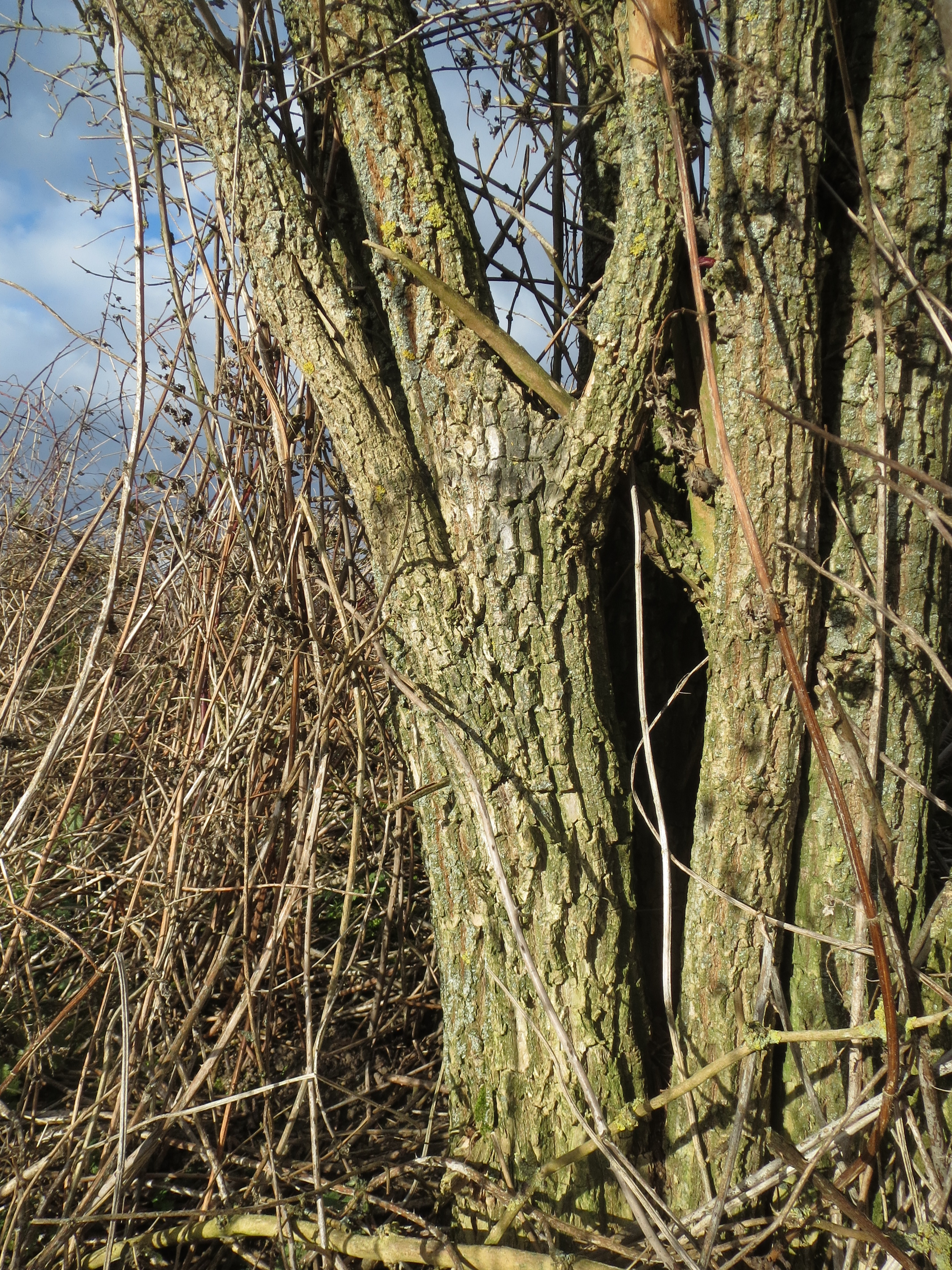
Tronc adulte.
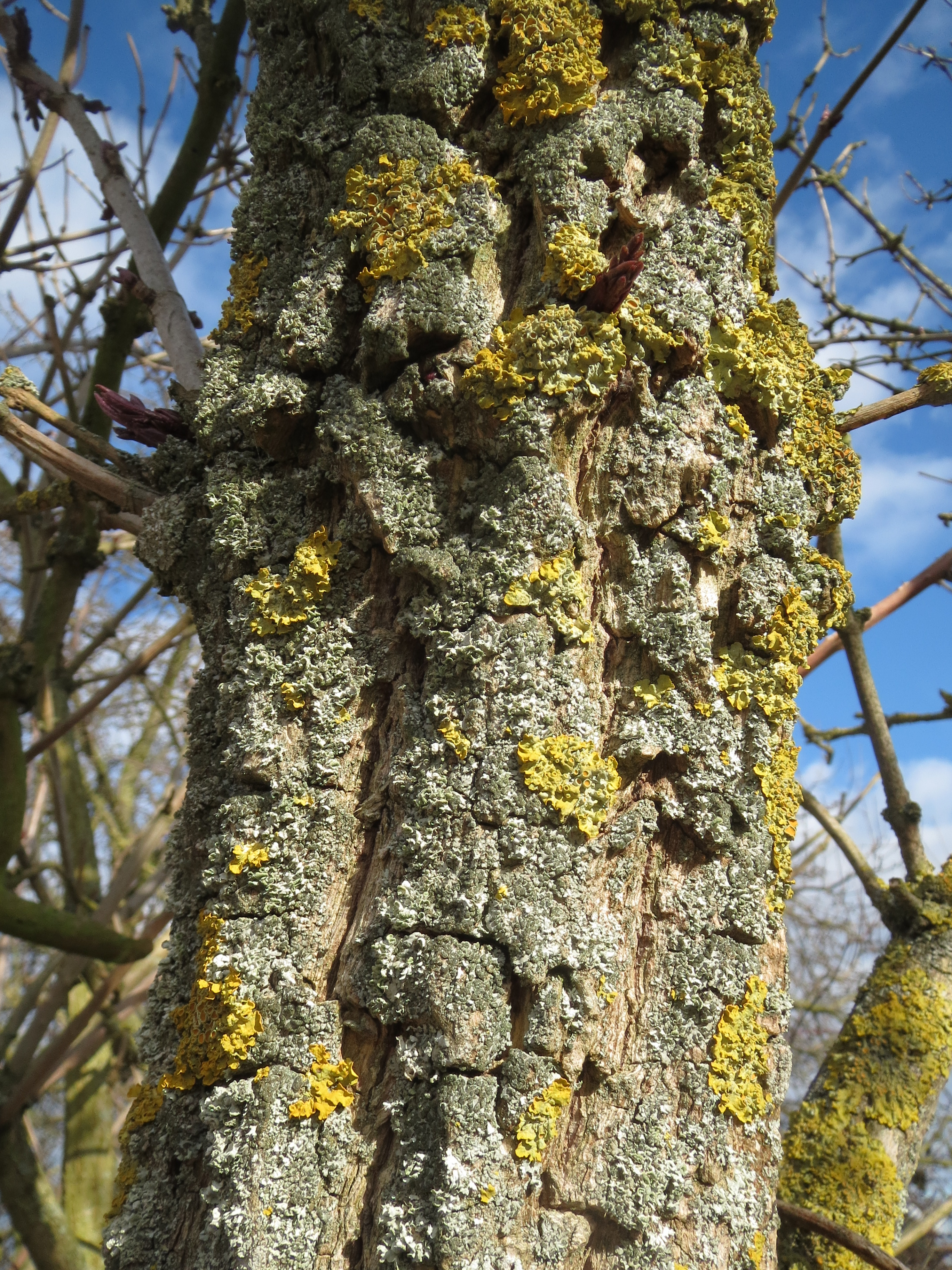
Tronc âgé.

### Sous-espèces
Il existe plusieurs autres espèces proches, originaires d'Asie et d'Amérique du Nord, similaires et parfois traitées comme sous-espèces de Sambucus nigra. Le sureau bleu ou sureau mexicain, Sambucus mexicana, est maintenant généralement reconnu comme une ou deux sous-espèces de Sambucus nigra subsp. canadensis et Sambucus nigra subsp. caerulea.
Sous-espèces et variétés selon Tropicos (16 mars 2017) (Attention liste brute contenant possiblement des synonymes) :
- Sambucus nigra subsp. canadensis (L.) Bolli ;
- Sambucus nigra subsp. cerulea (Raf.) Bolli ;
- Sambucus nigra subsp. maderensis (Lowe) Bolli ;
- Sambucus nigra subsp. nigra ;
- Sambucus nigra subsp. palmensis (Link) Bolli ;
- Sambucus nigra subsp. peruviana (Kunth) Bolli ;
- Sambucus nigra var. canadensis (L.) B.L. Turner ;
- Sambucus nigra var. cerulea (Raf.) B.L. Turner ;
- Sambucus nigra var. laciniata L. ;
- Sambucus nigra var. nigra.

## Distribution et milieu naturel
Le Sureau noir est un arbuste très répandu en Europe dans les plaines, collines et montagnes jusqu'à 1 600 m d'altitude. On le rencontre dans les bois clairs, les haies, les terrains vagues, les dunes littorales. C'est une espèce caractéristique du stade arbustif préforestier Sambuco-salicion. Nitrophile, il est fréquent aux abords des habitations. Il est souvent planté,. C'est un familier de l'homme depuis des millénaires. Il prospère notamment dans les friches, les décombres ou les remblais.
Sambucus nigra est très courant en Irlande dans les haies et sous-bois,.

## Interaction écologique

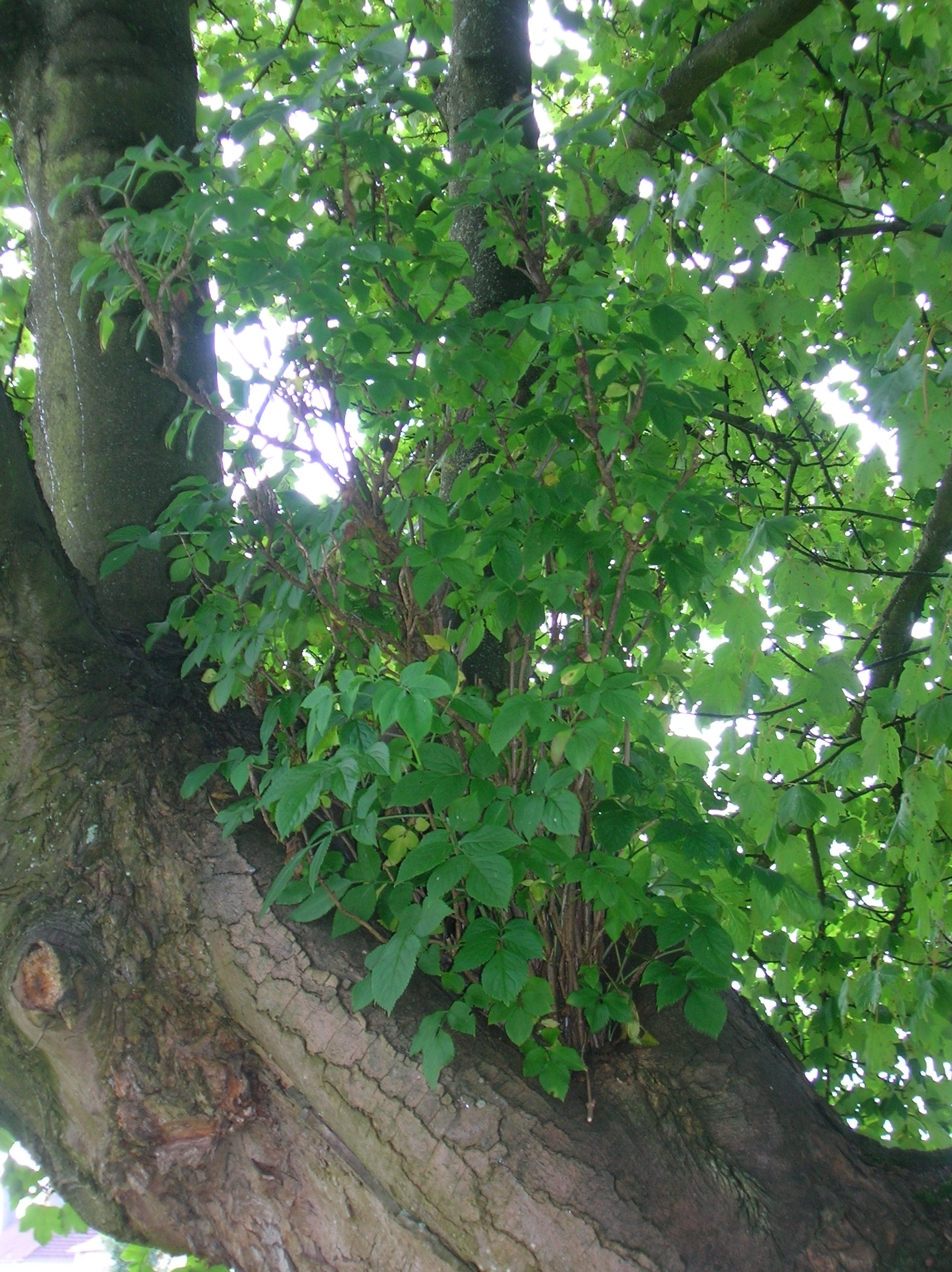
Sureau poussant en épiphyte sur un sycomore.

Les feuilles, parmi les premières à sortir au printemps, sont recherchées par de nombreux insectes, notamment les papillons nocturnes (Sphinx du troène, Eupithécie à trois points, Melanchra persicariae, Phalène du Sureau) dont les chenilles se nourrissent parfois exclusivement[réf. souhaitée].
Le champignon appelé « Oreille de Judas » (Auricularia auricula-judae) est souvent trouvé sur le sureau noir.
Le puceron noir du sureau (Aphis sambuci), spécifique du sureau, n'ira pas sur d'autres arbres. Il effectue tout son cycle sur le sureau, hivernant sur les racines, sous forme d’œuf d’hiver. Au printemps, les adultes forment des manchons noirs sur les jeunes pousses. Ils sont souvent accompagnés de fourmis qui viennent profiter de leur miellat, leur assurant une protection en retour. Les adultes accumulent la sambunigrine contenue dans les stades jeunes des tiges, des feuilles et des fleurs, et qui les protège naturellement de certains prédateurs comme la coccinelle à sept points – mais pas de tous : ainsi la coccinelle à deux points, Coccinella bipunctata, est indifférente à cette « toxine ».
Le bétail et les lapins délaissent l'arbre mais le blaireau européen semble l'apprécier. Le sureau noir est également un régal pour plus de 60 espèces d'oiseaux[réf. nécessaire].

## Toxicité potentielle
Ses fleurs et ses baies cuites sont comestibles, mais toutes les autres parties de la plante contiennent de l'oxalate de calcium et sont donc toxiques. Le fruit non mature contient également un alcaloïde toxique, qui est détruit par la cuisson. Les baies crues consommées en forte quantité peuvent provoquer nausées et vomissements chez l'homme.
Le sureau noir contient de la sambunigrine et de la vicianine, deux glycosides cyanogénétiques. L'acide cyanhydrique est libéré par des enzymes végétales dans l'organisme des animaux, après l'ingestion.

### Risque de confusion

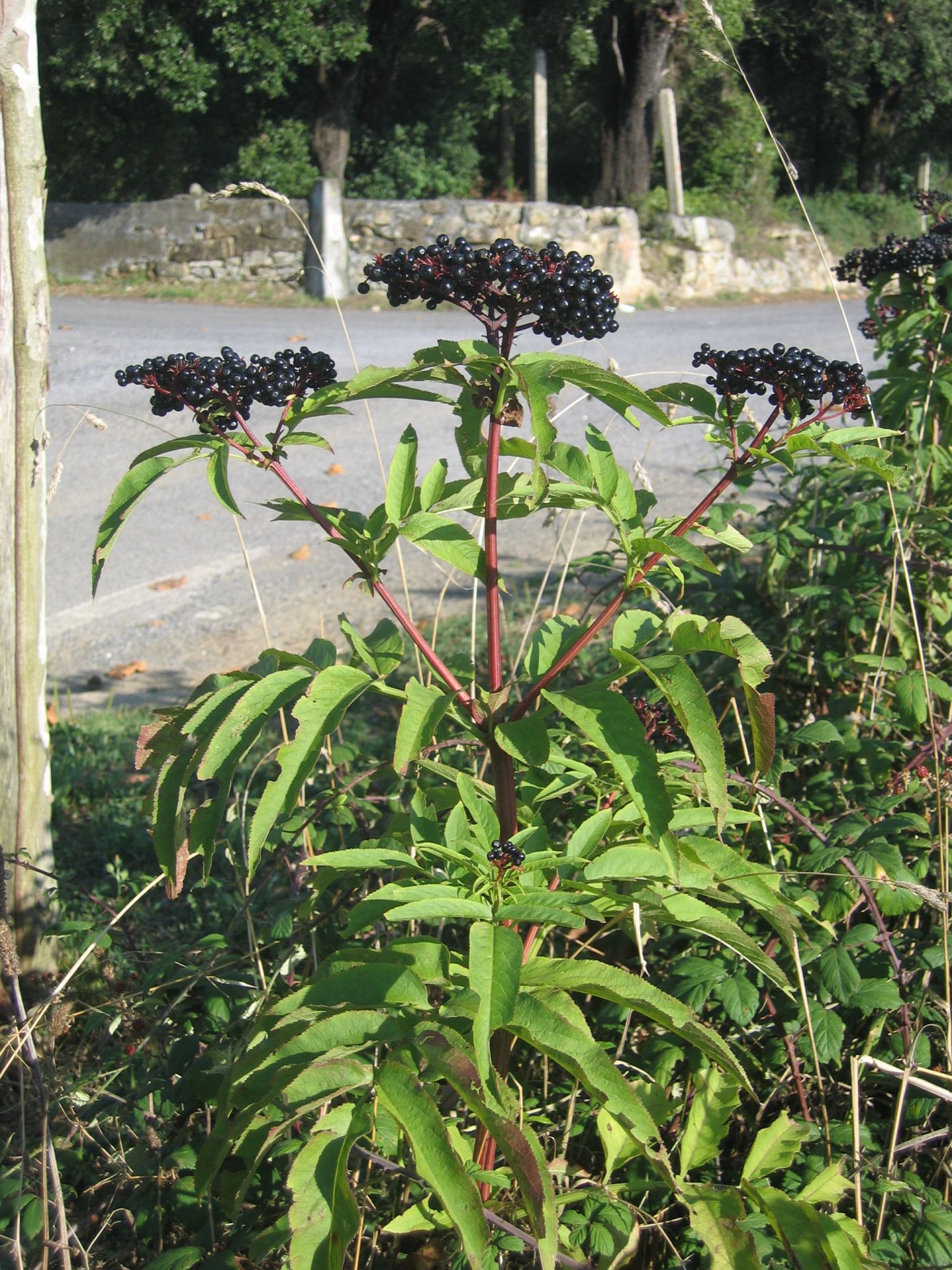

Le sureau noir peut être confondu avec le Sureau hièble (Sambucus ebulus) dont les baies peuvent être très toxiques. Ce sont en effet deux plantes des campagnes européennes qui se ressemblent fortement.
Le sureau hièble se différencie du sureau noir par le fait que :
- le sureau hièble est une vivace herbacée qui disparaît en hiver, le sureau noir est un arbuste ligneux ;
- la floraison de l'hièble est plus tardive, de juillet à août, alors que le sureau noir fleurit en mai-juin ;
- les étamines du sureau noir sont jaunes, celles du sureau hièble plutôt rosées ;
- le sureau hièble tourne ses fruits vers le haut alors que le sureau noir les tourne vers le sol (fruits pendants) ;
- le sureau hièble ne dépasse pas 1,80 m de hauteur ;
- l'odeur de l'hièble est plus forte, généralement perçue comme écœurante, et ses fruits sont immangeables même en confiture, ce qui diminue beaucoup sa dangerosité[21].

## Utilisation

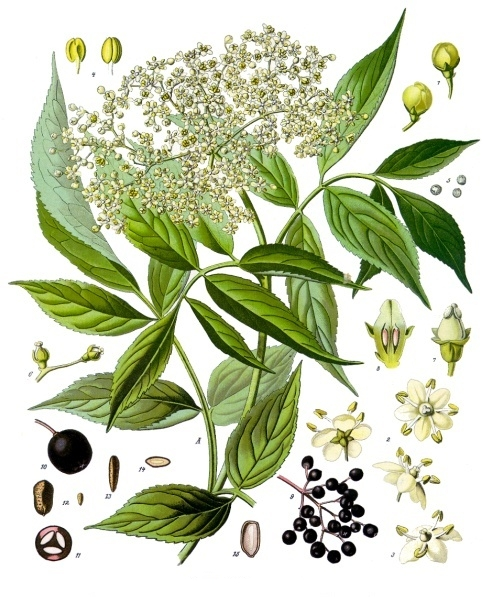
Sambucus nigra, planche botanique de 1897.

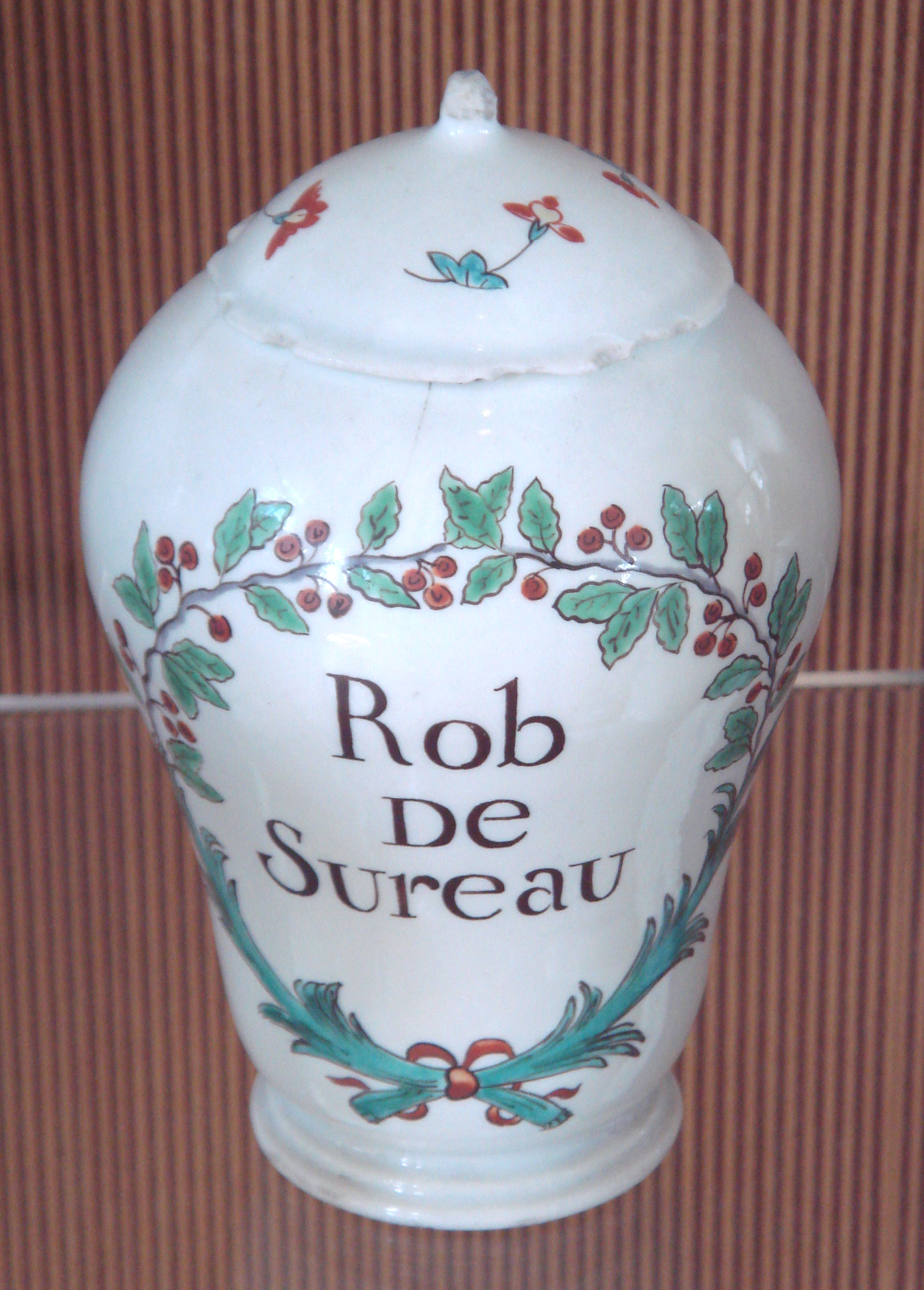
Pot pharmaceutique en porcelaine de Chantilly émaillée, imitant le style Kakiémon, destiné à contenir du rob de sureau, vers 1725-1751 (un « rob » est un « suc épaissi » par adjonction en fin de préparation d'une certaine quantité de miel ou de sucre destiné à en assurer la conservation).(Musée national de Céramique, Sèvres).

La médecine traditionnelle n'utilise que les fleurs et les baies (cuites) du sureau, les autres parties étant toxiques. Mais des études récentes s'intéressent aussi au potentiel phytopharmacologique des feuilles.

### Usages médicinaux
Le sureau noir, dont l'usage médicinal a notamment été très lié aux cultures des pays slaves et européens,, fait partie de la pharmacopée traditionnelle, au moins depuis 5 000 ans avant J.-C., notamment pour les propriétés cicatrisantes de ses baies. On le retrouve jusque dans la médecine ayurvédique d'Inde.
Ainsi, au Ier siècle de l'ère chrétienne, Pline l'Ancien le recommandait contre les catarrhes et les excès de mucus, tout comme le médecin grec Galien au IIe siècle.
Les Autochtones d'Amérique du Nord attribuaient les mêmes propriétés au sureau blanc (Sambucus canadensis, dont la composition est semblable à celle de son cousin européen).
Dans diverses régions du monde, les fleurs du Sambucus nigra, en tisane (ou « thé »), étaient utilisées ou le sont encore comme diaphorétique contre les refroidissements et la grippe. Un thé de fruits a aussi été utilisé contre le rhume et certains de ses symptômes (fièvre notamment).
Dans la vie quotidienne à Bagnes (canton du Valais) au début du XXe siècle, le sureau (dont les noms patois de cette région étaient syœu, syœ, sœ ou sœu) était utilisé via ses fruits (en sirop), ses fleurs (en tisane et en inhalation contre le rhume et les refroidissements) ; il était aussi considéré comme « bon pour la circulation », et en particulier un mélange de Sureau et de Benoîte était utilisé en compresse pour soulager les varices.
En 1986, la Commission E, un organisme gouvernemental allemand, approuvait l'usage médicinal des fleurs de sureau pour le traitement du rhume.
En 1995, un essai clinique à double insu avec placebo, mené dans un kibboutz israélien lors d'une épidémie de grippe, a conclu qu'un extrait de baies de sureau était nettement supérieur au placebo pour soulager les symptômes de la grippe : en deux jours, 93,3 % des sujets traités au sureau voyaient déjà un soulagement significatif de leurs symptômes, tandis qu'il a fallu six jours pour que 91,7 % des personnes sous placebo éprouvent une amélioration similaire. Selon Sidor (2015) et selon Barak al. (2001), le sureau noir semble pouvoir soutenir le système immunitaire en modulant la production de cytokines pro-inflammatoires comme l'IL-6 et la TNF-α.
En 1999, l'organisation mondiale de la santé a reconnu les usages traditionnels des fleurs de sureau comme diaphorétique (qui provoque la sudation) et comme expectorant.
Selon Knudsen et Kaack (2015), des extraits de Sambucus nigra peuvent aussi réguler le métabolisme des graisses, du cholestérol et du glucose, et l'insuline chez des diabétiques ou personnes obèses, en diminuant même les taux de cholestérol et de lipides (ce qui peut entraîner une perte de poids),.
Aux États-Unis, les baies de sureau noir lyophilisées sont actuellement disponibles sur le marché en comprimés, capsules, sirop et bonbons (par exemple sous les marques Sambucol, Zarbees Naturals), préparations classées comme phytothérapeutiques, mais non-homologuées par la FDA pour un usage médical officiellement reconnu.
En 2002, une étude de pharmacovigilance a porté sur 762 femmes enceintes ayant durant leur grossesse pris une préparation renfermant, entre autres plantes, des fleurs de sureau. Aucun effet tératogène ni embryotoxicité n'a été observé.
Une revue d'études, publiée en 2014, basée sur des analyses écrites et statistiques, des essais cliniques, des dires d'experts, des usages traditionnels, l'histoire, de pharmacologie, des études d'interactions cinétique/dynamique, des rapports d'effets indésirables, de toxicologie et de dosage montre que de nombreux essais ont rapporté des effets antiviraux d'extraits de fleurs et/ou de baies de sureau sur les symptômes de plusieurs maladies virales (dues à des virus humains, animaux et zoonotiques).
Au début des années 2020, le sureau noir fait partie des plantes jugées intéressantes dans la lutte contre certaines maladies émergentes et/ou ré-émergentes. Les essais antérieurs ont en effet montré un certain degré d'efficacité contre :
- le virus de la grippe (grippe A et grippe B)[37],[38],[39],[40],[41] ;
- le VIH ;
- le virus de la dengue (DENV-2) ;
- le virus de l'herpès humain de type 1 (HSV-1)[37] ;
- le coronavirus NL63 (HCoV-NL63)[42],[43] ;
- le virus de la bronchite infectieuse[44].

### Propriétés médicinales des fleurs

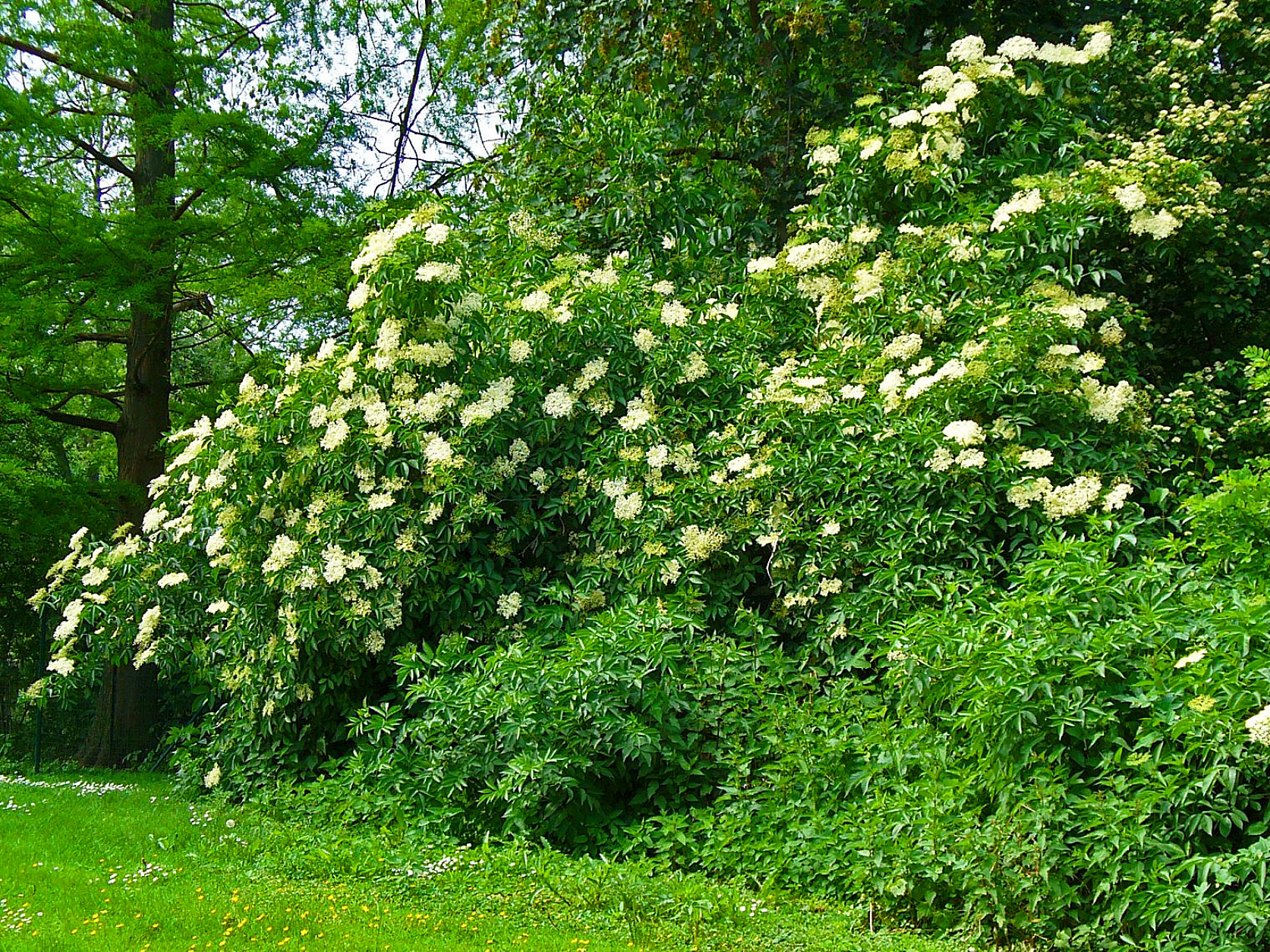
Les fleurs du sureau noir sont cueillies à maturité.

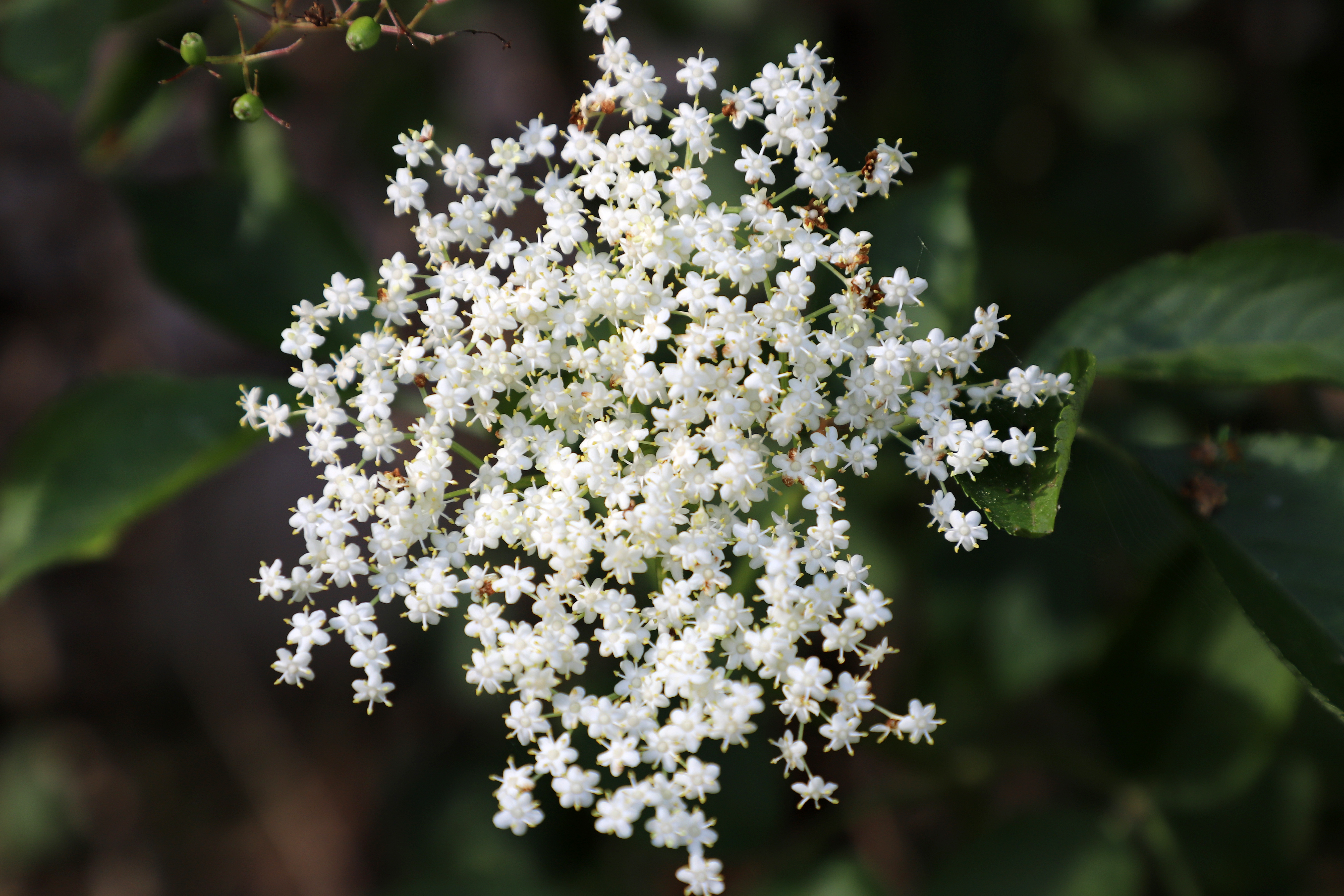
Fleurs de sureau noir.

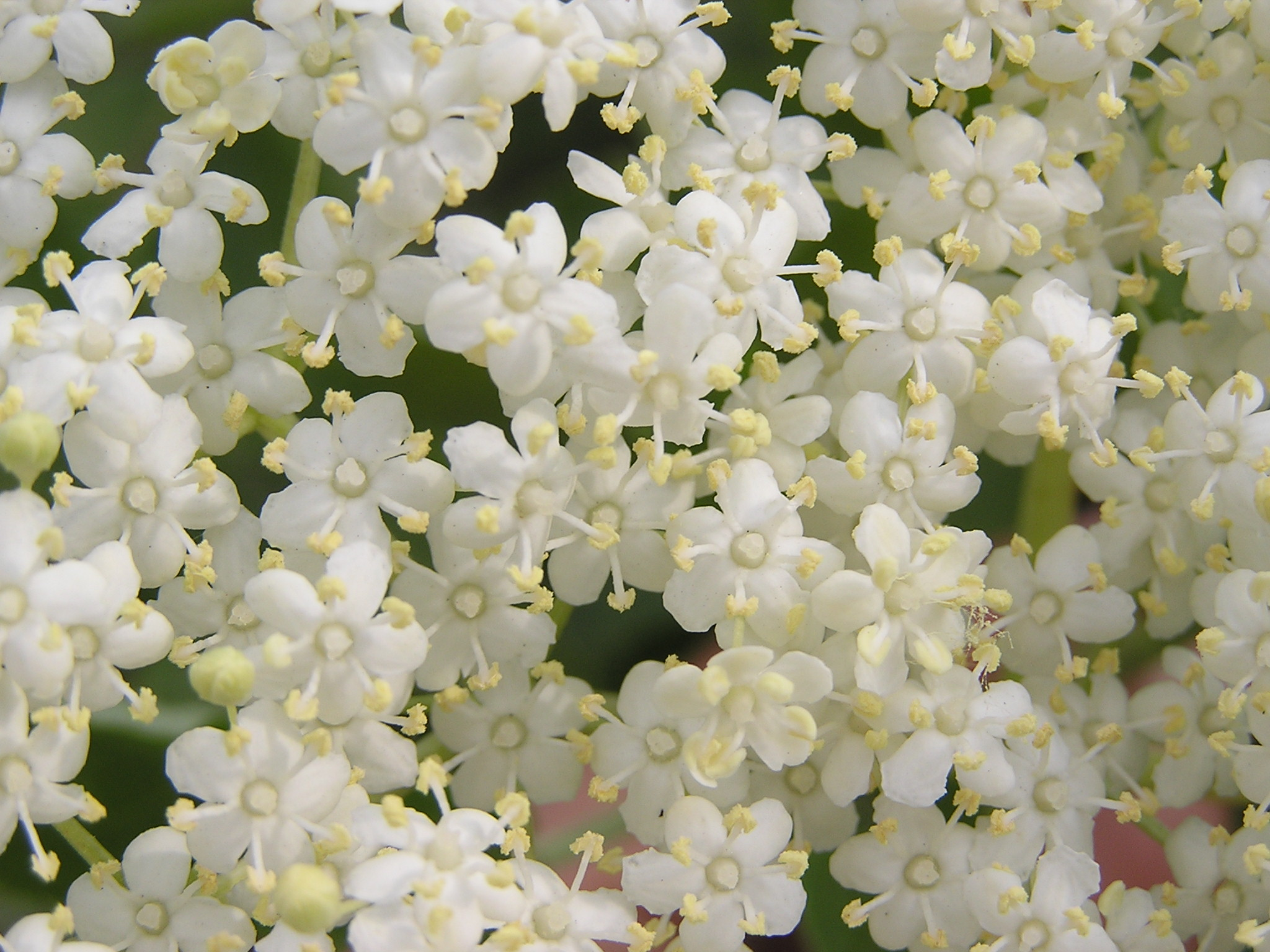
Vue détaillée des fleurs, qui produisent un pollen jaune doré.

Les petites fleurs blanches du Sureau et leur extrait contiennent :
- des monomères d'anthocyanes : ces protéines sont déjà reconnues pour leur activité antivirale et antibactérienne. Elles ont aussi une capacité à diminuer le stress oxydatif et donc les radicaux libres. 
Ces anthocyanes sont notamment le cyanidine-3-O-glucoside et le cyanidine-3-O-sambubioside[45],[24] ;

- des flavonoïdes bioactifs[46]. Schmitzer et al. ont montré (2012)[26] que trois des flavonoïdes majeurs y sont présents : les glycosides de flavonol rutine, le kaempférol-3-rutinoside et l'isorhamnétine-3-rutinoside (qui constituent environ 90 % du total des flavonoïdes de la fleur de sureau)[24] ;
- des composés (poly)phénoliques, dont des acides phénoliques aux propriétés antioxydantes élevées : il s'agit, à 70 % environ, d'acide 5-caféoylquinnique et d'acide 1,5-di-caféoylquinnique[26],[47]. Une étude (2023) a mesuré l'activité antioxydante de solutions aqueuses de fleurs (en les comparant à celles de feuilles) fraîches (et séchées) de Sureau noir [prélevées dans la région des Rhodopes (Bulgarie)], et ce pour divers temps d'infusion[48] ; 
Pour les fleurs (fraîches) l'activité antioxydante de l'infusion était la plus élevée après 30 minutes (82,7 mmol TE/100 ml), contre 35 minutes (36,5 mmol TE/100 ml) pour les feuilles (fraiches). 
Le taux de phénols était plus élevé dans les infusions de fleurs séchées, après un temps de contact de 30 minutes (86,7 mg GAE/ml)[48] ; 
« La teneur la plus élevée en composants bioactifs a été obtenue à partir de fleurs séchées de Sambucus nigra L. pour des infusions avec un temps de contact total de 30 minutes et pour des décoctions avec un temps de contact de 45 minutes »[48] ;
- des composés terpénoïdes[49].
- des protéines mucilagineuses ;
- des tanins ;
- une petite quantité d'huile essentielle très aromatique[46].

### Propriétés médicinales des fruits
Ces baies noires, une fois mûres, ont aussi été utilisées en médecine traditionnelle (en Allemagne par exemple) et on a depuis montré qu'elles contiennent les mêmes flavonoïdes que les fleurs, ainsi que des vitamines A, B et C,. Elles sont aussi riches en tanins et polyphénols aux propriétés antioxydantes et source de résistance au rayonnement U.V. (ce qui a suggéré un intérêt de la plante pour la cosmétologie),.
Selon une revue de la littérature biomédicale publiée en 2010, basée sur des d'études expérimentales in vitro et in vivo (sur le modèle animal), ainsi que sur des essais cliniques, les effets des préparations de baies de sureau doivent encore être étayés par des essais plus rigoureux pour être officiellement intégrées dans des schémas préventifs et thérapeutiques, mais elles ont montré in vitro des effets antioxydants, antiviraux mais aussi antiprolifératifs prometteurs. 
Chez l'animal et lors d'un essai clinique sur l'Homme, outre un effet antioxydant, un effet antilipidémique faible a aussi été constaté.

Des indices d'effets antibactériens et anti-inflammatoires existent en 2010, mais encore à confirmer.

Sur le modèle murin (rat de laboratoire), « un extrait aqueux de baies de sureau a produit une dépression centrale et une analgésie ; et un extrait éthanolique de fruit a amélioré une colite induite par de l'acide acétique ».

Plusieurs études in vitro, ainsi que deux études exploratoires chez l'homme, et une étude ouverte chez le chimpanzé ont conclu à l'utilité d'un extrait aqueux de sureau (Sambucol) pour le traitement des infections virales de la grippe.

Quatre ans plus tard (2014), une autre revue systématique fondée sur des preuves, relative aux effets des fleurs et des baies de sureau a été publiée par la Natural Standard Research Collaboration ; selon ses auteurs, elle « consolide les données d'innocuité et d'efficacité disponibles dans la littérature scientifique en utilisant une justification de classement validée et reproductible ».
En 2022, selon Mirela Lăcrămioara Mocanu et Sonia Amariei, on peut dire que les molécules d'intérêt phytothérapeutiques présentes dans ces baies leur confèrent des « propriétés antivirales, antibactériennes et antidiabétiques, un potentiel antitumoral, des propriétés antioxydantes, antidépressives et immunostimulantes, ainsi qu'un certain impact sur l'obésité et les dysfonctionnements métaboliques ».
Leur acidité (la baie contient environ six fois plus d'acide citrique et d'acide malique que la chair d'une pomme) cache la saveur sucrée du fruit, mais ce dernier contient de 68,53 à 104,16 g de sucres par kilogramme de poids frais (glucose et fructose principalement), des taux convenant, selon Michalina Bartak & al. (2020), aux productions standards de gelées/confitures, ainsi qu'aux boissons de type « jus » (et « vin »).

### Protéines RIP
Parmi les molécules d'intérêt produites par le Sureau figurent aussi des protéines inactivant les ribosomes (RIP), qui (à côté des lectines) font partie des agglutinines, des molécules qui visent des cellules ou des substances spécifiques auxquelles de nombreux agents pathogènes se lient (virus grippal notamment). Ces protéines peuvent aussi, une fois conjuguées à des anticorps monoclonaux, être utilisées comme immunotoxines contre certains cancers.
Le sureau, par rapport à d'autres végétaux, produit un taux élevé de RIP. Les polysaccharides peptiques du sureau, en activant les macrophages ont aussi une valeur antivirale.

### Les feuilles
En raison de leur toxicité, elles ne doivent jamais être utilisées en tisane ou dans l'alimentation. Une étude récente (2023) a en outre montré que les fleurs ont plus de vertus antioxydants que les feuilles.

### Conservation des fleurs et fruits
Un usage différé dans le temps implique d'utiliser des techniques de stabilisation et conservation. Traditionnellement les fleurs étaient utilisées fraîches, séchées ou en sirop, et les baies cuites, conservée avec du miel ou du sucre.
Une étude polonaise récente (2023) a porté sur les effets de la congélation, du séchage à l'air et de la lyophilisation d'inflorescences fraîches de sureau noir, et sur les effets des paramètres d'extraction des molécules d'intérêt sur la composition (profil phytochimique) et les propriétés antioxydantes des extraits. Selon ce travail, la lyophilisation est le meilleur moyen de conservation, et la macération optimale se ferait durant 1 à 2 jours dans 60 % de méthanol comme solvant.

## Usages culinaires

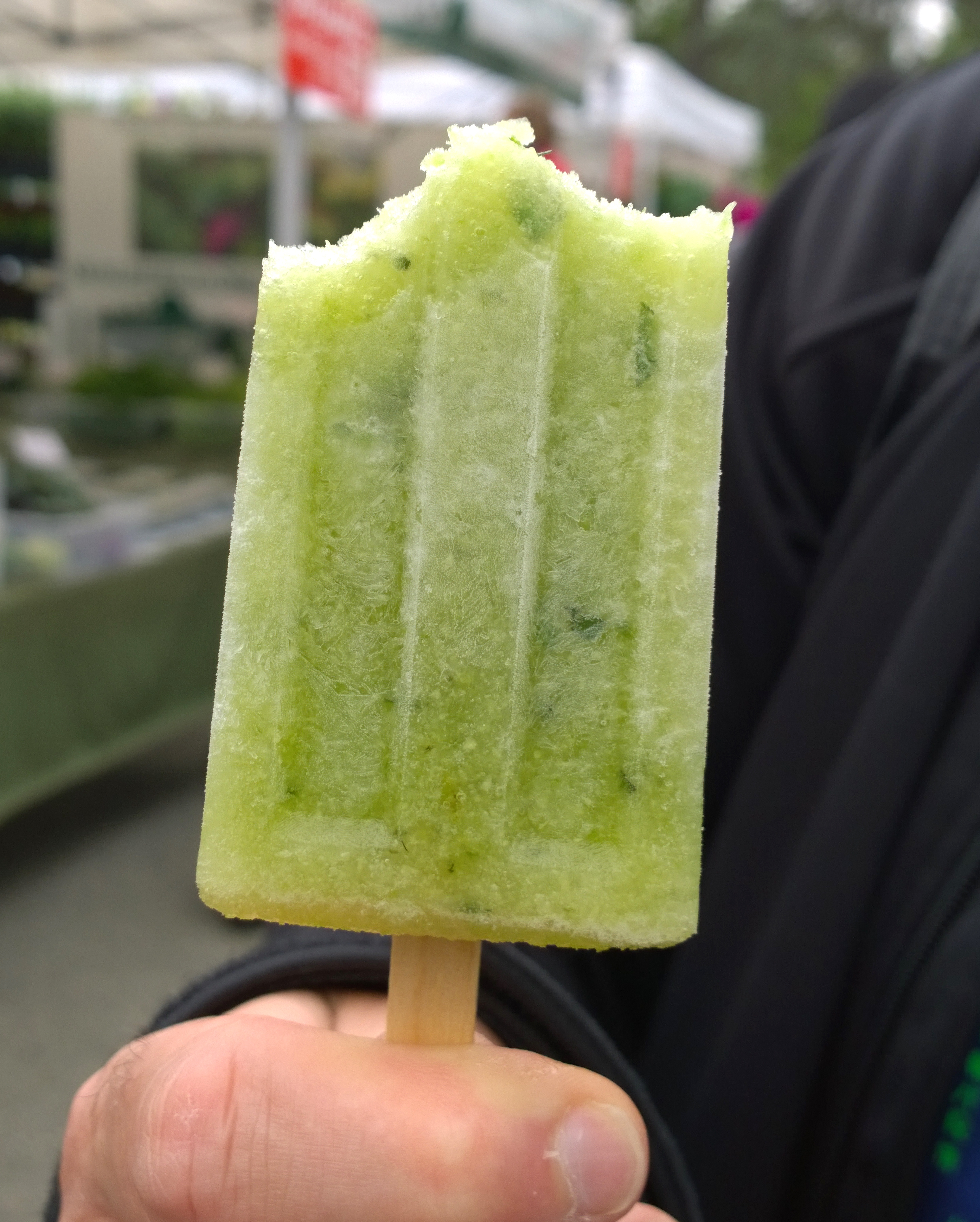
Exemple de sorbet maison (concombre, fleur de sureau, menthe)..

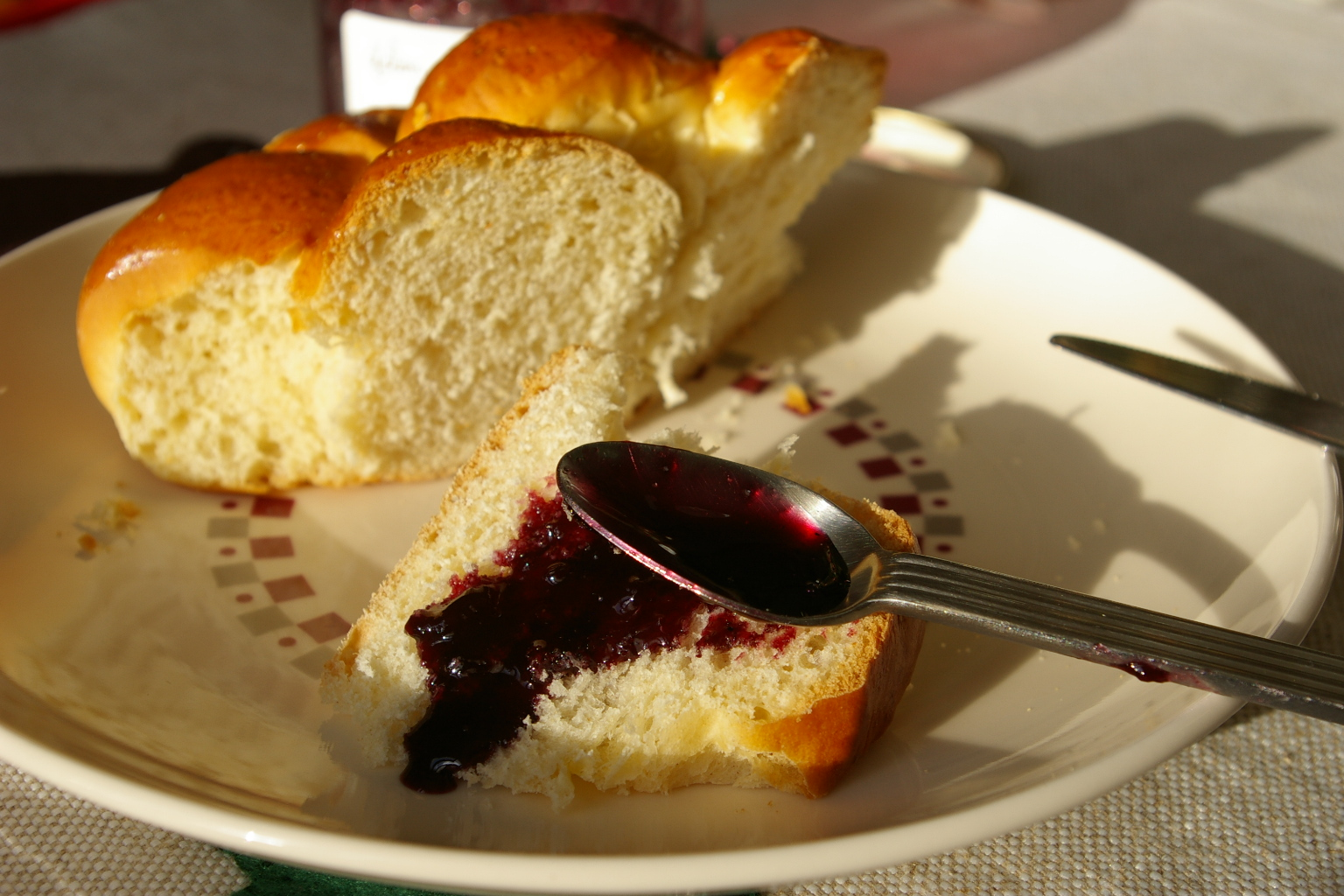
Tartine de confiture de sureau.

Fleurs : elles sont traditionnellement utilisées pour la préparation d'une limonade, d'un vin ou d'un sirop de Sureau. Elles se cuisent aussi en beignets. Les boutons floraux conservés dans le vinaigre peuvent accommoder des salades[réf. souhaitée].
Baies : crues, elles sont légèrement toxiques (vomitives, laxatives),. 
Cuites, elles parfument par exemple les gâteaux aux pommes et sont consommées en jus, en gelée et en confiture. 
On en fait aussi du vin.
Le jus des baies cuites peut aussi être utilisées comme colorant naturel de boissons ou d'aliments.
Selon une étude chinoise récente (2022), le sureau noir est « une source alimentaire prometteuse d'ingrédients bioactifs et a le potentiel d'être développé en aliment fonctionnel (également suggéré par Młynarczyk & al. (2018) ou nutraceutique pour prévenir et traiter certaines maladies chroniques ». Des chercheurs (2023) lui ont aussi attribué une valeur de prébiotique.

### Cosmétiques

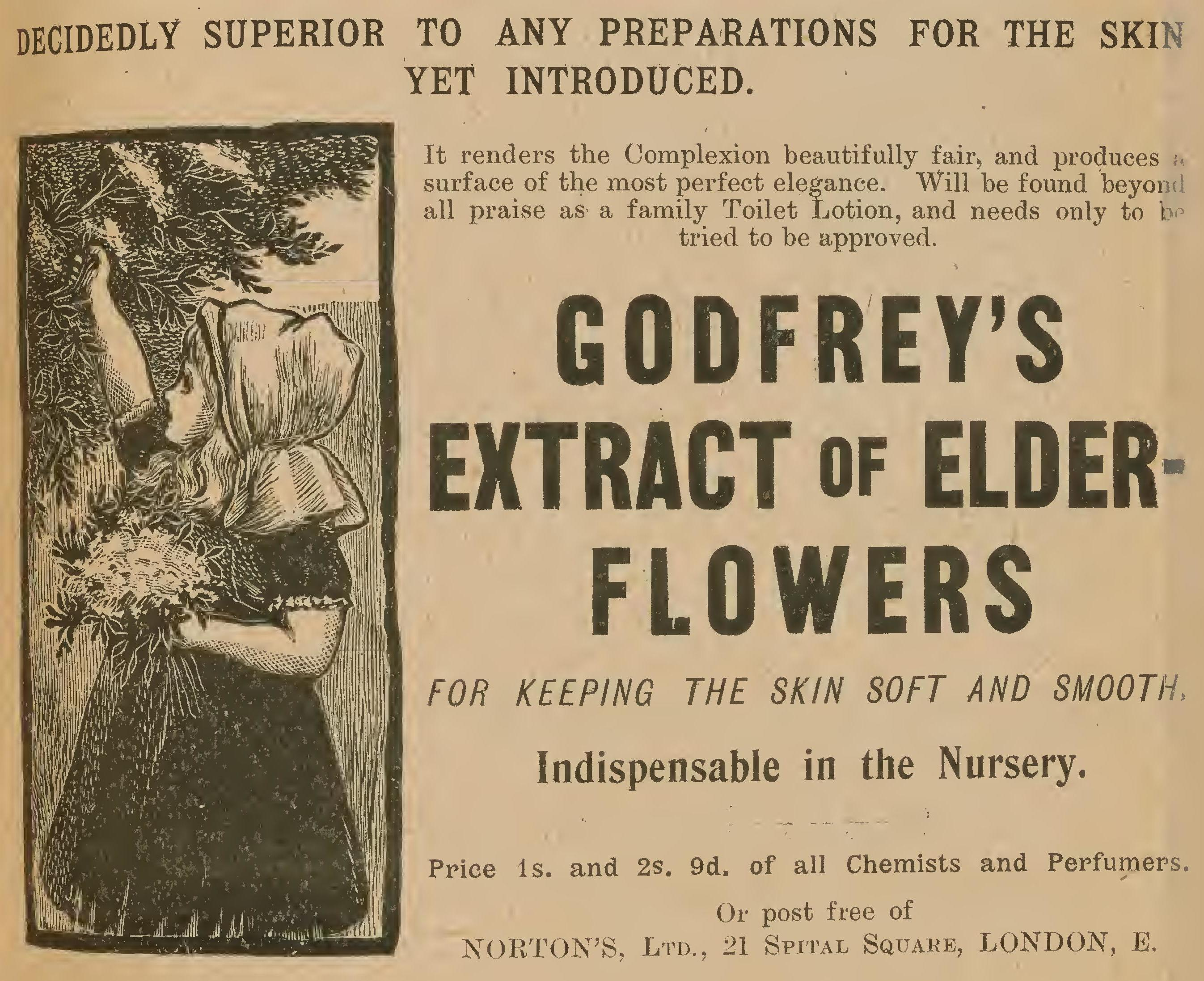
Publicité ancienne, pour un extrait de sureau noir dit « de Godfrey ».

La fleur de sureau — comme l'illustre la publicité ci-contre pour une lotion de toilette, illustrée d'une gravure sur bois représentant une fillette cueillant un bouquet de fleurs de sureau, avec la mention : Exposition de la femme, 1900, Earl's Court, Londres, S.W. 
Traduction du texte : « Décidément supérieur à toutes les préparations pour la peau encore introduites. Il rend le teint magnifiquement juste et produit une surface d'une élégance parfaite. Sera trouvé au-delà de tout éloge comme lotion de toilette familiale, et n'a besoin que d'être essayé pour être approuvé. Pour garder la peau douce et lisse. Indispensable en chambre de bébé » — a aussi connu des usages cosmétiques. Et de tels usages ont été plus récemment suggérés pour des extraits de baies de Sureau.

### Jardinage
Au jardin, les feuilles de sureau accélèrent la décomposition du compost.
Le purin de feuilles de sureau noir est également utile en jardinage biologique pour combattre mildiou et pucerons. Ce purin aurait également le pouvoir de repousser les rongeurs (souris, mulots et campagnols). Pour ce faire, il suffit de laisser macérer 1 kg de feuilles pendant quelques jours, dans 10 l d’eau, et de le pulvériser dans son jardin.
Il serait conseillé de planter le sureau en sous-étage du moyen bois. Il donne un excellent compost favorisant les lombrics. On peut aussi le conseiller dans les vergers où il attire les oiseaux qui favorisent l'élimination des insectes.
La floraison du sureau n’est pas très mellifère, et elle indique la fin de la miellée de printemps.

#### Cultivars

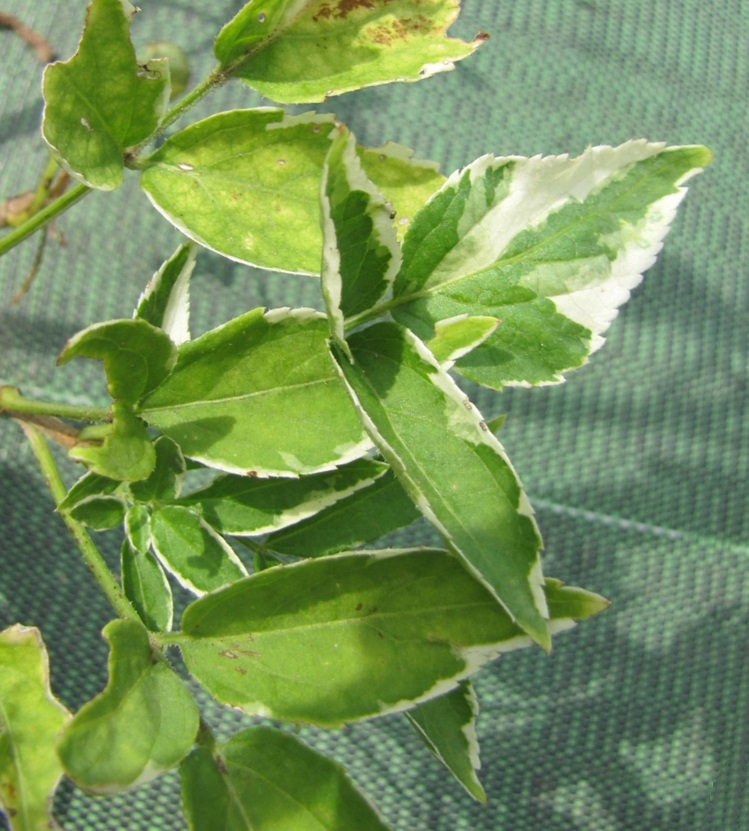
Sureau noir à feuilles panachées.

Certains cultivars ont des feuilles varigates, colorées ou autres qualités distinctives, par exemple des folioles laciniées ou arrondies, et sont cultivés comme plantes d'ornement.
Les cultivars suivants ont gagné le prix de la Royal Horticultural Society :
- S. nigra 'Aurea'[60] ; au feuillage doré ;
- S. nigra 'Laciniata'[61] ; au feuillage découpé ;
- S. nigra f. porphyrophylla 'Gerda' (syn. 'Black Beauty')[62] ; au feuillage pourpre et fleurs roses.

## Risques
Deux risques existent :

### Risques d'intoxication
Des glycosides cyanogéniques (CGG) sont présents dans les racines et dans toutes les parties vertes de Sambucus nigra. En particulier, la sambunigrine et la prunasine toxiques au delà de 0,5 et 3,5 mg/kg de poids corporel 12[Quoi ?], en tant que source possible de cyanure, une molécule qui bloque la synthèse de l'adénosine triphosphate (ATP), ce qui empêche la respiration cellulaire.
De manière générale, le taux de cyanure diminue lors de l'ébullition, la fermentation et le séchage, mais le corps humain ne peut se détoxiquer que si cette molécule reste faiblement présente dans l'organisme.

### Risque d'allergie
Un risque est évoqué par la littérature scientifique : E. Forster-Waldl et ses collègues citent un allergène possible, qu'ils ont baptisé Sam n1, qui semble être la protéine RIP (ribosomal inactivating protein) ou un homologue.

## Le sureau noir dans la culture populaire

### Traditions populaires
Dans la tradition celtique, le sureau (« ruis ») est l’arbre associé à la mort,
Les druides confectionnaient avec son bois les flûtes leur servant à converser avec les âmes des disparus ou protéger des sortilèges.
Le sureau noir est connu sous le nom d'« arbre à fées »,,.
Sa foliation printanière est à l'origine de dictons du 6 mars : « À la Sainte-Colette, on voit à vue d'œil au sureau pousser la feuille » ou « À la Sainte Colette, le sureau s’effeuillette ».
Dans les montagnes des Pyrénées-Orientales et de Catalogne, différentes croyances sont liées au sureau noir. Utilisé dans les bouquets de la fête de la Saint-Jean, il pouvait aussi être cloué sur les portes des maisons pour se prémunir contre le mauvais sort. Le brûler pouvait par contre tarir le lait des vaches ou même le lait maternel. S'endormir sous un sureau noir vous exposait à des rêves érotiques. Enfin, on pouvait faire un collier de neuf bourgeons que l'on mettait autour du cou des bébés afin de faciliter leur dentition, à la condition que ceux-ci aient été cueillis le jour de la Fête-Dieu, au moment où sonnaient les cloches annonçant le départ de la procession, à raison d'un bourgeon cueilli par tintement de cloche.

### Littérature
La fée du sureau est un conte de Hans Christian Andersen.
Dans la saga Harry Potter, la première relique de la mort est la baguette de Sureau, considérée comme étant la baguette la plus puissante du monde des sorciers.

### Calendrier
Dans le calendrier républicain français, le 17e jour du mois de prairial, est officiellement dénommé jour du Sureau.